# Kvarteret Milon

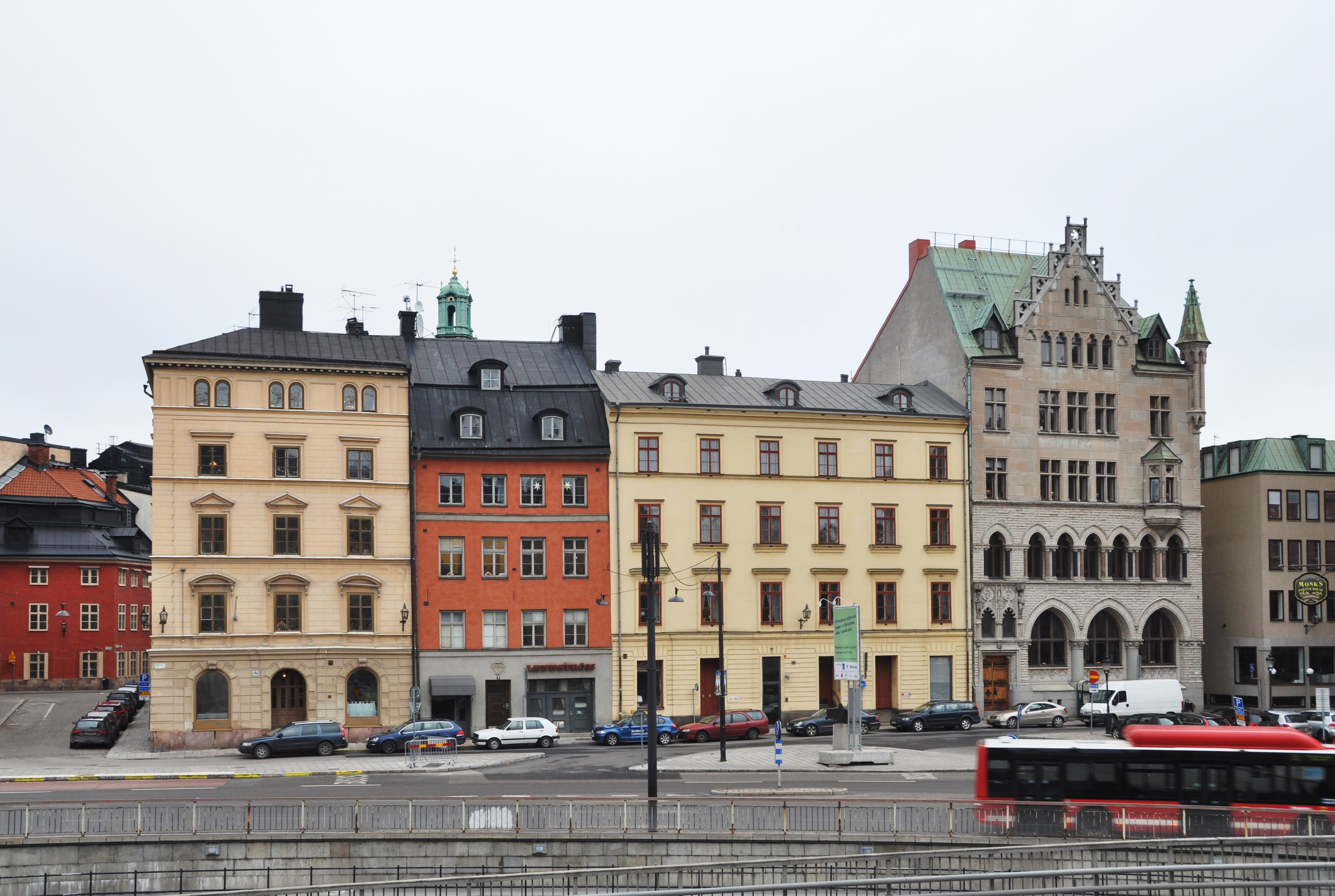
Milon 1, 10, 9, 12 (Munkbron 3–9).

Kvarteret Milon är ett kvarter i Gamla Stan i Stockholm. Kvarteret omges av Gåsgränd i söder, Munkbron i väster, Stora Gråmunkegränd i norr och Stora Nygatan i öster. Kvarteret består av åtta fastigheter, Milon 1, 3, 4, 5, 9, 10, 11 och 12.

## Namnet
Gamla stans kvarter är övervägande döpta efter begrepp (främst gudar) ur den grekiska och romerska mytologin. Så dock inte ”Milon” som har sitt namn efter Milon från Kroton vilken var antikens mest kände brottare. Han levde i den grekiska kolonin Crotone i södra Italien på 500-talet f.Kr. Milon var stark och hade god aptit. Det sägs att han en gång bar en fyra år gammal tjur på sin axlar innan han slaktade den och sedan åt upp den på en dag.

## Fastigheter (urval)
- Milon 11, Stora Nygatan 10–12
- Milon 12, Munkbron 9

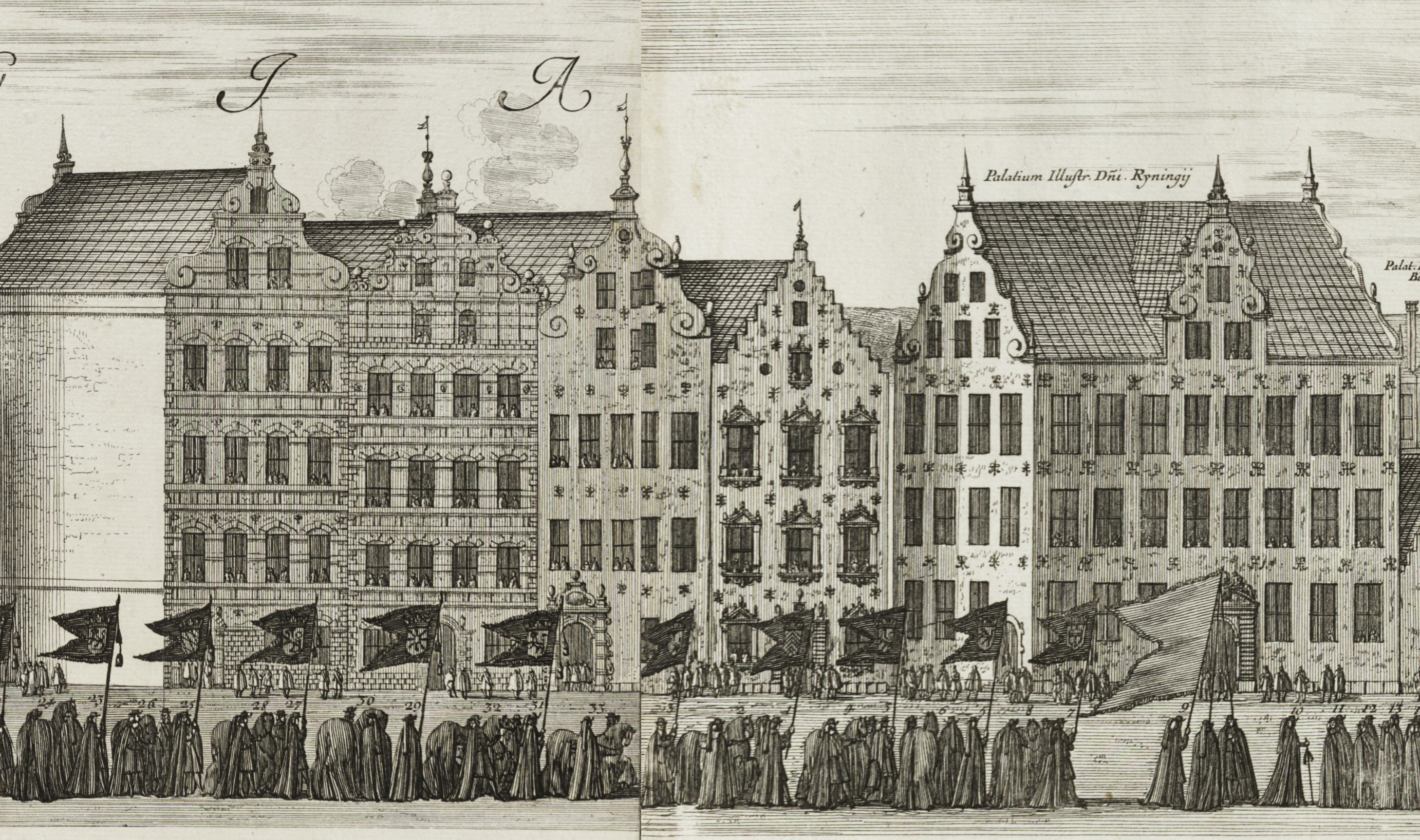
Kvarteret Milon (t.v.) och Atomerna, sedd från Stora Nygatan, 1660.

- Milon 5, Stora Nygatan 8, murarmästaren Hans Ferster eget hus